# Mèo Martelli
Mèo Martelli (danh pháp hai phần: Felis lunensis) là một loài mèo thuộc Chi Mèo (Felis) trong họ Mèo. Cách đây 12 triệu năm, Chi Mèo xuất hiện và cuối cùng tạo ra nhiều loài mèo nhỏ ngày nay. Felis lunensis xuất hiện khoảng 2,5 triệu năm trước vào thời Plioncene. Loài này được mô tả bởi Martelli vào năm 1906 từ một mẫu gốc và mẫu này hiện đang được bảo quản trong bộ sưu tập của Đại học Firenze ở Ý. Loài mèo này đã tuyệt chủng.